# Riserva naturale di Barguzin
La riserva naturale di Barguzin (in russo Баргузинский заповедник, Barguzinskij zapovednik) è la più antica delle zapovednik (riserve naturali) della Russia. Istituita nel 1916 per garantire protezione allo zibellino, è situata in Buriazia, sul versante occidentale dei monti del Barguzin, e comprende le sponde nord-orientali del lago Bajkal e una parte del lago stesso. Copre una superficie di 2482 km² comprendente diversi tipi di ecosistemi boreali, dalle torbiere e dalle foreste di conifere della taiga ai prati subalpini e alle tundre di montagna. Il paesaggio è postglaciale ed è caratterizzato da altopiani impervi, lunghe valli fluviali, morene e pianure alluvionali e lacustri.

## Storia
In passato, i monti del Barguzin erano abitati dagli Evenchi Shemagir, che praticavano la pesca, l'allevamento delle renne e la caccia. Il commercio con i mercanti russi e l'affitto delle valli fluviali ai cacciatori era la loro fonte di reddito principale, soprattutto perché quest'area remota costituiva l'habitat di un tipo particolarmente pregiato di zibellino (Martes zibellina), lo zibellino del Barguzin. Le pellicce di zibellino erano estremamente richieste tra l'aristocrazia europea e russa e alla fine del XIX secolo la popolazione di questi animali si era notevolmente impoverita. Il Ministero dell'Agricoltura riconobbe il problema e nel 1913 organizzò diverse spedizioni alla ricerca di un luogo adatto in cui istituire riserve di caccia. Una di queste, guidata da Georgiy Doppelmeyer, esplorò i monti del Barguzin, fornendo un'esauriente descrizione dell'ambiente e dell'economia locali e portando infine alla creazione della prima riserva naturale pubblica in Russia nel 1916. 

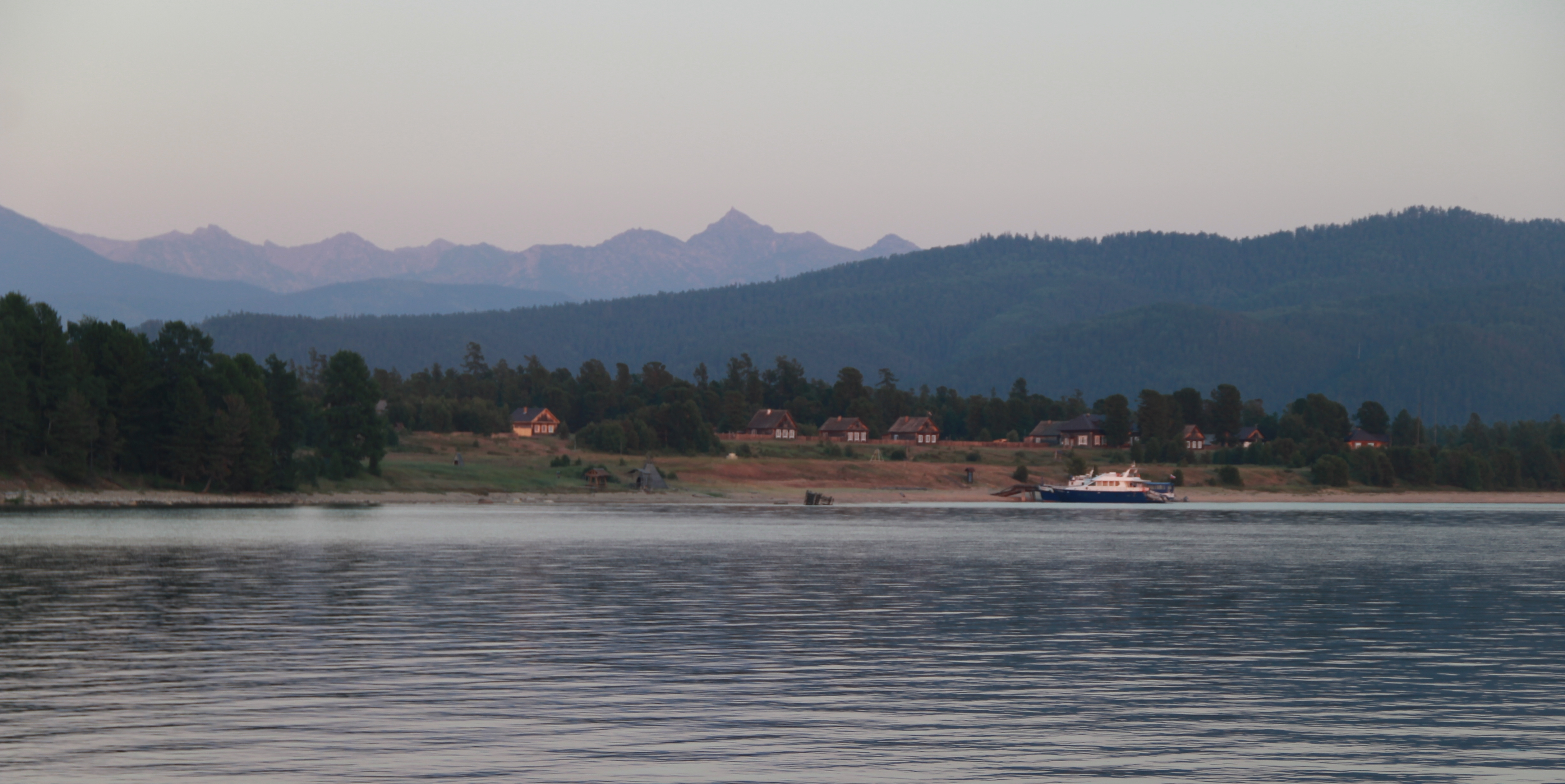
Il villaggio scientifico di Davša.

L'area protetta inizialmente era costituita da un'oasi faunistica e da una riserva di caccia. Gli Evenchi erano stati trasferiti a nord, nella valle del fiume Tompa, e la prima direzione della riserva venne istituita nell'ex villaggio evenco di Sosnovka. La Rivoluzione d'ottobre e la guerra civile ostacolarono l'attività della riserva e i progetti scientifici e ambientali ripresero solo negli anni '40. La direzione venne trasferita nel nuovo villaggio di ricerca di Davša, situato più vicino al centro geografico della riserva. Negli anni '70 il villaggio ospitava più di cento abitanti, un centro di allevamento sperimentale per gli zibellini e una stazione di ricerca, uffici amministrativi e scientifici, una scuola, un panificio e un aeroporto con voli regolari per Nižneangarsk e Ulan-Udė, dove la riserva aveva altri uffici. Tuttavia, dopo la dissoluzione dell'URSS, i tagli ai finanziamenti hanno portato al graduale spopolamento del villaggio.
Nel 1986 la riserva è diventata riserva della biosfera dell'Unesco. Nel 2009 ha assunto anche la gestione della riserva di Frolichinsk, situata a nord lungo la costa del Bajkal. Nel 2012 è stato formato un organo di governo unificato, chiamato Zapovednoe Podlemor'e, che riunisce gli staff della riserva e del parco nazionale della Transbajkalia.

## Clima
La riserva di Barguzin si trova nell'ecoregione della foresta di conifere della Transbajkalia, che comprende le foreste di montagna della taiga meridionale che si estendono ad est e a sud del lago Bajkal nella Russia meridionale, fino alla Mongolia settentrionale. Barguzin ha un clima subartico con inverni secchi (Dwc secondo la classificazione dei climi di Köppen). Questo clima è caratterizzato da estati miti (solo 1-3 mesi con temperature superiori ai 10 °C) e inverni freddi, con precipitazioni mensili inferiori a un decimo di quelle del mese estivo più piovoso.

## Flora e fauna
Nella riserva naturale di Barguzin vivono l'alce, il mosco (noto localmente come kabarga), il capriolo, il cinghiale, il cervo dell'Altaj, l'orso bruno, il lupo, il cane procione, la marmotta dalla testa nera, il tetraone delle peccete siberiano, il gallo cedrone, la lepre variabile, la lince eurasiatica e la martora dalla gola gialla. Tra i pesci più comuni nelle acque del Bajkal e dei suoi immissari vi sono l'omul, il coregone, lo storione, il temolo, il taimen e il lenok.

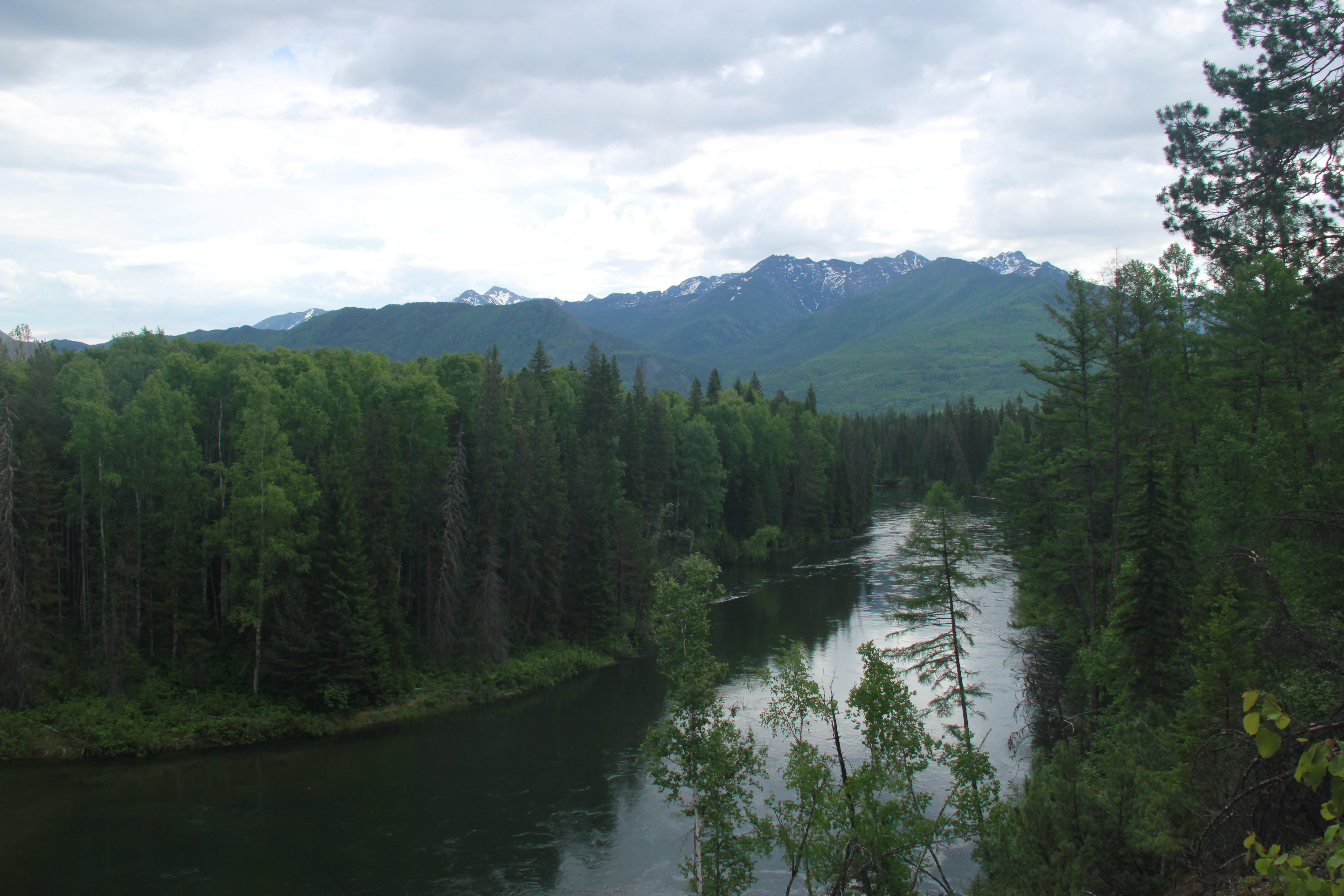
Foresta boreale lungo il fiume Bol'šaja.

La riserva si estende attraverso vari piani altitudinali. Subito alle spalle della costa del Bajkal si trova una stretta fascia di terrazze lacustri (460–600 m), dominate da foreste di larici siberiani e di larici della Dauria, con foreste di pini siberiani, pini silvestri e betulle, alternate a torbiere e prati alluvionali. Il piano inferiore e medio dei monti del Barguzin (600–1250 m) è occupato da foreste di taiga di montagna, composte principalmente da pini silvestri e pini siberiani. La linea degli alberi è costituita da una fascia subalpina di betulle, abeti e abeti rossi, mentre nelle valli attraversate da torrenti si sviluppano prati subalpini. Il resto della riserva è montuoso, con una rada vegetazione di pino mugo sui pendii più asciutti e tundre alpine di arbusti su quelli più umidi.